# 348 a.C.

## Eventos
- Marco Popílio Lenas, pela quarta vez, e Marco Valério Corvo, cônsules romanos.
- 108a Olimpíada, Pólicles de Cirene foi o vencedor da corrida.[1][2]
- Teófilo é o arconte de Atenas.[1]

## Mortes
- Platão, filósofo grego [1] (n. 428 a.C., data aproximada). Espeusipo sucede Platão como chefe da Academia.[1]